# Pat Buchanan
Patrick Joseph Buchanan (født 2. november 1938) er en amerikansk politiker, politisk kommentator, forfatter og klummeskribent.

## Udvalgt bibliografi

### Bøger
- Churchill, Hitler, and The Unnecessary War: How Britain Lost Its Empire and the West Lost the World, New York: Crown, 27. maj 2008, ISBN 0-307-40515-X.
- Suicide of a Superpower: Will America Survive to 2025?, 18. oktober 2011, ISBN 0-312-57997-7.
- The Greatest Comeback: How Richard Nixon Rose from Defeat to Create the New Majority, 1. januar 2014, ISBN 0-553-41863-7.
- Nixon's White House Wars: The Battles That Made and Broke a President and Divided America Forever, 9. maj 2017, ISBN 978-1101902844.

### Klummer
- Blowback From Bear Baiting (klumme), 15. august 2008.
- Several years archives, The American cause, 2001-2008, arkiveret fra originalen (avisklumme) 3. juni 2018, hentet 10. juni 2018.
- Many articles, VDARE, arkiveret fra originalen (archives) 2008-04-23.
- A Trump Doctrine -- 'America First'